# Финал (фильм, 2025)
«Финал» — российский художественный фильм, снятый Петром Зеленовым и братьями Пресняковыми. Посвящён победе российской сборной по волейболу в Олимпиаде-2012 в Лондоне. Фильм вышел в прокат 8 мая 2025 года.

## Сюжет
2012 год. В выставочном центре «Эрлс-Корт» в Лондоне проходит финальная игра по волейболу среди мужских команд на ХХХ Олимпийских играх. Сборная России, ранее не завоевавшая золотую медаль Олимпиады, встречается со сборной Бразилии, которая обладает высоким статусом и достижениями в волейболе. В игре много зрителей как на месте, так и по всему миру. В итоге российская команда впервые получает награду, хотя многие эксперты предсказывали победу бразильской команды.

## В ролях
| Актёр                | Роль                             |
| -------------------- | -------------------------------- |
| Денис Шведов         | Владимир Алекно                  |
| Юлия Ильина          | Екатерина Алекно                 |
| Александр Лыков      | Рудов                            |
| Александр Семчев     | Пушкарёв                         |
| Игорь Костолевский   | руководитель Федерации Волейбола |
| Сергей Газаров       | президент ВФВ                    |
| Вадим Соснин         | Алексей Чаев                     |
| Дмитрий Караневский  | Сергей Тетюхин                   |
| Эмиль Гас            | Александр Волков                 |
| Григорий Павлишин    | Дмитрий Ильиных                  |
| Андрей Миххалёв      | Тарас Хтэй                       |
| Глеб Савчук          | Максим Михайлов                  |
| Артём Гурин          | Николай Апаликов                 |
| Никита Языков        | Сергей Гранкин                   |
| Глеб Брандуков       | Бруно Резенде                    |
| Сергей Безруков      |                                  |
| Сергей Шакуров       | дед Волкова                      |
| Ирина Пегова         | мать Алекно                      |
| Михаил Тройник       | Юрий                             |
| Игорь Миркурбанов    | бездомный у стадиона             |
| Дмитрий Губерниев    | комментатор                      |
| Софья Лебедева       | Наталья Тетюхина                 |
| Любовь Константинова | Инна Мусэрская                   |
| Валентина Мазунина   |                                  |
| Анна Андрусенко      | Надя                             |
| Влада Ерофеева       | Кинга                            |
| Роман Фомин          |                                  |
| Рано Кубаева         |                                  |
| Максим Михалёв       | Мурило Эндерс                    |
| Оливье Сиу           | тренер сборной Бразилии          |
| Данил Мотин          |                                  |
| Алексей Варущенко    |                                  |
| Пьер Бурель          |                                  |
| Владимир Баркалая    | Серджио Дос Сантос               |
| Дзюнсукэ Киносита    |                                  |
| Фёдор Федосеев       | Владимир                         |
| Ярослав Ефременко    | Тарас                            |
| Поля Полякова        | жена фигуриста                   |
| Тимофей Кочнев       | Юрий Сапега                      |
| Матвей Пташный       | Алекно в юности                  |

## Производство
В декабре 2023 года в интернете появилась информация о том, что в фильме снимутся Денис Шведов и Кристина Асмус. Съёмки проходили в Будапеште, Москве и Казани. Сцены матча были воссозданы при помощи технологии виртуальной кинематографии и установленных светодиодных экранов.
Волейболист и олимпийский чемпион 2012 года Сергей Тетюхин отметил, что «с точки зрения волейбола фильм, конечно, может вызвать вопросы, но в целом это кино для людей, которые в меньшей степени были причастны к этому или не знали вообще об этом событии».

## Критика
Фильм получил противоречивые отзывы. Кинообозреватель портала «Кибер» Святослав Лисецкий написал, что в фильме «нет ни надрыва, ни примечательных персонажей с яркими образами», положительно отметив лишь финальный розыгрыш, в котором мяч летит между бразильцами. В завершении своей рецензии он писал, что фильм «торопливый, пресный и откровенно тоскливый».
Журналист Сергей Хамзин (DVHAB.ru) отметил, что в фильме слишком много сценарных пробелов и сюжетных недосказанностей. По его мнению, создатели фильма «не справились с задачей показать драматизм финальной встречи на Олимпиаде-2012». При том положительно оценивались лишь актёрская игра Дениса Шведова, операторская работа Андрея Найдёнова и Дмитрия Трифонова, а также выдающийся успех российских спортсменов.